# Vincenzo Di Benedetto
Vincenzo Di Benedetto (* 12. Januar 1934 in Altomonte; † 19. oder 20. Juli 2013 in Pisa) war ein italienischer Klassischer Philologe.

## Leben
Der Sohn des Schneiders Saverio Di Benedetto und dessen Frau Maria Gaetana, geb. Santoro, wuchs in Saracena (Kalabrien) auf und besuchte das humanistische Gymnasium in Castrovillari. Er studierte von 1952 bis 1958 in Pisa (als Stipendiat der Scuola Normale Superiore) und Oxford (Corpus Christi College). Zu seinen Lehrern gehörten Aurelio Peretti, Augusto Campana, Alessandro Perosa, Ignazio Cazzaniga, Giovanni Pugliese Carratelli, Vittorio Bartoletti und Eduard Fraenkel. Bedeutende Impulse empfing er außerhalb der Universität von seinem Freund, dem Latinisten Sebastiano Timpanaro und dessen Mutter, der Philosophiehistorikerin Maria Timpanaro Cardini. Von 1969 bis zu seiner Emeritierung 2006 lehrte er an der Universität Pisa Griechische Literatur, von 1971 bis 1993 außerdem an der Scuola Normale Klassische Philologie. Seit 1996 litt er an der Parkinsonschen Krankheit und war seit 2006 auf den Rollstuhl angewiesen, arbeitete aber bis kurz vor seinem Tod.
Seit dem 14. Mai 1972 war er mit der Lehrerin für Literatur an höheren Schulen Diana Fiorini verheiratet; ihr Sohn Saverio wurde am 27. November 1972 geboren.
Zu seinen Schülern gehören Gelehrte wie Luigi Battezzato, Franco Ferrari, Alessandro Lami, Maria Chiara Martinelli, Enrico Medda, Daniela Manetti, Maria Pia Pattoni und Amneris Roselli.

## Schaffen
Zu seinen Spezialgebieten gehörten die Geschichte der griechischen Grammatik, die griechische Tragödie (insbesondere Euripides), das so genannte hippokratische Corpus, Sappho, und die homerischen Epen, aber auch Dante, Ugo Foscolo und Alessandro Manzoni. Er veröffentlichte zahlreiche Monographien, aber auch zweisprachige Ausgaben, die sich sowohl an ein weiteres Publikum als auch an Spezialisten richteten. Sie wurden im deutschsprachigen Raum weniger beachtet, aber sein letztes großes Werk, die zweisprachige kommentierte Ausgabe der Odyssee (2010), wurde von Barbara Graziosi in ihrer Rezension als „a monumental achievement“ bezeichnet. Doch allein schon die Auswahl seiner kleinen Schriften, welche Riccardo Di Donato 2007 unter dem Titel Il richiamo del testo veröffentlichte, füllt vier dicke Bände und enthält einige seiner wichtigsten Forschungsleistungen überhaupt, etwa den Beweis, dass Aristoteles seine Quellen viel zuverlässiger wiedergegeben hat, als lange vermutet worden war.

## Veröffentlichungen (in Auswahl)
- Elenco cronologico delle publicazioni (PDF). In: Il richiamo del testo. Contributi di filologia e letteratura, I–IV. Prefazione a cura di Riccardo Di Donato. Pisa 2007, Bd. I, S. XIII–XXXI (chronologisches Schriftenverzeichnis 1955–2007).

- La tradizione manoscritta euripidea. Padua 1965.
- Euripidis Orestes. Introduzione, testo critico, commento e appendice metrica. Florenz 1965.
- Euripide: teatro e società. Turin 1971, ISBN 88-06-12872-8.
- L'ideologia del potere e la tragedia greca. Ricerche su Eschilo. Turin 1978, ISBN 88-06-35469-8.
- mit Alessandro Lami: Filologia e marxismo. Contro le mistificazioni. Neapel 1981, ISBN 88-207-1005-6.
- Sofocle. Florenz 1983, 2. Auflage 1988, ISBN 88-221-0386-6.
- Il medico e la malattia. La scienza di Ippocrate. Turin 1986, ISBN 88-06-59327-7.
- mit Franco Ferrari: Saffo, Poesie. Introduzione di Vincenzo Di Benedetto. Traduzione e note di Franco Ferrari. Mailand 1987, ISBN 88-17-16623-5.
- Lo scrittoio di Ugo Foscolo. Turin 1990, ISBN 88-06-11714-9.
- Ugo Foscolo, Il sesto tomo dell' Io. Edizione critica e commento. Turin 1991, ISBN 88-06-12179-0.
- Nel laboratorio di Omero. Turin 1994, stark erweiterte zweite Ausgabe 1998, ISBN 88-06-12738-1.
- La tragedia sulla scena: la tragedia greca in quanto spettacolo teatrale (mit Enrico Medda). Turin 1997, ISBN 88-06-13777-8.
- Guida ai Promessi sposi. I personaggi, la gente, le idealità. Mailand 1999, ISBN 88-17-17268-5.
- Euripide, Le Baccanti. Premessa, introduzione, traduzione, costituzione del testo originale e commento a cura di V. Di Benedetto, appendice metrica di E. Cerbo. Mailand 2004, ISBN 88-298-0130-5.
- Il richiamo del testo. Contributi di filologia e letteratura, I–IV. Prefazione a cura di R. Di Donato. Pisa 2007 (gesammelte kleine Schriften).
- Omero: Odissea. Mailand 2010, ISBN 978-88-17-02071-8. – (Rez. von Barbara Graziosi in: Bryn Mawr Classical Review 2011.11.36).